# Anna Bryłka (akrobatka sportowa)
Anna Bryłka (ur. 1992) – polska akrobatka, mistrzyni Polski w akrobatyce sportowej z 2006.

## Życiorys
Podczas kariery zawodniczej tworzyła dwójkę żeńską, trójkę żeńską oraz dwójkę mieszaną. Reprezentowała barwy AZS AWF Katowice. Na Mistrzostwach Polski w akrobatyce sportowej w 2005 w dwójce z Anną Filipowską uplasowała się na 2 pozycji w dwójce kobiet – statycznie i na 3. miejscu dwójce kobiet – wielobój.
W 2006 została mistrzynią Polski w akrobatyce sportowej w dwójce z Anna Filipowską, plasując  się na 1. miejscu w dwójce kobiet – dynamicznie i dwójce kobiet – wielobój, a także na 2. miejscu w dwójce kobiet – statycznie.
Reprezentowała Polskę na Mistrzostwa Świata w Gimnastyce Akrobatycznej.